# Коваленко Світлана Олексіївна
Світлана Олексіївна Коваленко (7 вересня 1927, Суми, УРСР — 6 вересня 2007, Москва) — радянський і російський літературознавець. Дружина літературознавця О. М. Ніколюкіна.

## Біографія
Світлана Коваленко (7 вересня 1927, Суми УРСР — 6 вересня 2007, Москва).
У 1949 закінчила Єреванський державний університет, у 1953 — аспірантуру Інституту світової літератури АН СРСР (ІСЛІ АН СРСР). У 1953 році захистила дисертацію кандидата філологічних наук «Колгоспне село в поезії М. Ісаковського і О. Твардовського». З 1955 працювала в ІСЛІ АН СРСР (з 1991 року — ІСЛІ РАН); була провідним науковим співробітником. У 1990 році захистила дисертацію доктора філологічних наук «Ліричний епос в радянській поезії: динаміка жанру».
Брала участь у підготовці Повного зібрання творів В. В. Маяковського в тринадцати томах (1955—1961) і зібрання творів С. А. Єсеніна в п'яти томах (1961—1962). Одна з укладачів Повного зібрання творів Анни Ахматової у шести томах (1998—2002). Упорядник книг «Петербурзькі сни Анни Ахматової. „Поема без героя“. (Досвід реконструкції тексту)» (2004) та двотомника серії Pro et contra «Анна Ахматова» (2001, 2005). Автор незавершеною біографії «Анна Ахматова» (2009), посмертно опублікованої в серії «Життя чудових людей» . Автор книги «„Зоряна данина“. Жінки у долі Маяковського» (2006).

## Участь у творчих та інших громадських організаціях
- Член Союзу письменників СРСР з 1990 року.

### Книги

#### Автор
- Коваленко С. А. Александр Фадеев. — М.: Знание, 1976. — 64 с. — (Новое в жизни, науке и технике). — 139 500 экз.
- Коваленко С. А. Ради жизни на земле: Советская литература в борьбе за мир. — М., 1980.
- Коваленко С. А. Поэма как жанр литературы. — М.: Знание, 1982. — 112 с.
- Коваленко С. А. Сергей Алексеев: [Для старшего школьного возраста]. — М.: Советская Россия, 1985. — 143 с.
- Коваленко С. А. Советская поэзия о Великой Отечественной войне: (К 40-летию Победы). — М.: Знание, 1985. — 64 с.
- Коваленко С. А. Художественный мир советской поэмы: Возможности жанра / Ответственный редактор Г. И. Ломидзе; АН СССР, Институт мировой литературы имени А. М. Горького. — М.: Наука, 1989. — 270 с.
- Коваленко С. А. Крылатые строки русской поэзии. Очерки истории. — М.: Современник, 1989. — 480 с. — 25 000 экз. — ISBN 5-270-00323-6.
- Коваленко С. А. «Звездная дань». Женщины в судьбе Маяковского. — М.: Эллис Лак, 2006. — 592 с. — 5000 экз. — ISBN 5-902152-13-5.
- Коваленко С. А. Анна Ахматова. — М.: Молодая гвардия, 2009. — 382 с. — (Жизнь замечательных людей). — 5000 экз. — ISBN 978-5-235-03128-9, 978-5-235-03254-5.

#### Укладач
- Анна Ахматова: pro et contra. Антология / Составитель С. А. Коваленко. — М.: Издательство Русского Христианского гуманитарного института, 2001. — 964 с. — (Русский путь). — 2000 экз. — ISBN 5-88812-081-2.
- Петербургские сны Анны Ахматовой."Поэма без героя". (Опыт реконструкции текста). / Составитель С. А. Коваленко. — СПб.: Росток, 2004. — 368 с. — (Неизвестный XX век). — 3000 экз. — ISBN 5-94668-027-7.
- Анна Ахматова: pro et contra. Антология / Составитель С. А. Коваленко. — М.: Издательство Русской Христианской гуманитарной академии, 2005. — 992 с. — (Русский путь). — 1000 экз. — ISBN 5-88812-126-6.